# On the Grind
Albums de Big Noyd
Only the Strong
(2003) The Stick Up Kid
(2006)
On the Grind est le troisième album studio de Big Noyd, sorti le 25 janvier 2005.

## Liste des titres
| No  | Titre                                                        | Contient un (des) sample(s) de           | Durée |
| --- | ------------------------------------------------------------ | ---------------------------------------- | ----- |
| 1.  | Intro                                                        |                                          | 0:31  |
| 2.  | Hu, What                                                     |                                          | 3:32  |
| 3.  | Most Famous (featuring Prodigy)                              |                                          | 2:44  |
| 4.  | Come Thru                                                    |                                          | 2:30  |
| 5.  | Hoody Like That                                              |                                          | 3:24  |
| 6.  | Louder (featuring Prodigy)                                   |                                          | 3:25  |
| 7.  | Rush                                                         |                                          | 2:49  |
| 8.  | Get Doe                                                      |                                          | 0:22  |
| 9.  | Kill Dat There (featuring Prodigy)                           |                                          | 2:39  |
| 10. | All My Peoples                                               | Here We Go Again des Isley Brothers      | 4:05  |
| 11. | Off the Wall (featuring Mobb Deep)                           |                                          | 3:55  |
| 12. | Ain't Too Much                                               |                                          | 2:44  |
| 13. | On the Grind                                                 |                                          | 0:17  |
| 14. | Young & Thuggin'                                             |                                          | 3:30  |
| 15. | Infinite Team (featuring Mobb Deep)                          |                                          | 3:59  |
| 16. | Money Rolls (featuring Illa Gee, Infamous Mobb et Mobb Deep) |                                          | 3:25  |
| 17. | Trust 'em                                                    | Searchin' for Celine de Blue Öyster Cult | 4:03  |